# Eungyo
Pour plus de détails, voir Fiche technique et Distribution.
Eungyo (은교) est un film sud-coréen réalisé par Jeong Ji-woo, sorti en 2012.

## Synopsis
Lee Jeok-yo est un poète renommé septuagénaire. Il tombe amoureux de Eun-gyo, une jeune fille endormie sous son porche et lui donne un travail de femme de ménage à temps partiel. Dans le même temps, son assistant, Seo Ji-woo, a publié son premier roman qui devient un best seller.
Lee Jeok-yo écrit une nouvelle dans lequel il pose sur le papier ses fantasmes pour la jeune fille. Ji-woo vole le document et le publie à son nom.

## Fiche technique
- Titre : Eungyo (은교)
- Réalisation : Jeong Ji-woo
- Scénario : Jeong Ji-woo d'après le roman de Park Beom-shin
- Musique : Yeon Ri-mok
- Photographie : Kim Tae-kyung
- Montage : Kim Sang-bum et Kim Jae-bum
- Production : Ahn Eun-mi
- Société de production : Jung Ji-woo Films
- Pays :  Corée du Sud
- Genre : Drame et romance
- Durée : 129 minutes
- Dates de sortie : 
  -  Corée du Sud : 25 avril 2012

## Distribution
- Park Hae-il : Lee Juk-Yo
- Kim Mu-yeol : Seo Ji-woo
- Kim Go-eun : Han Eun-gyo
- Jeong Man-sik : le président Park
- Park Cheol-hyeon : Blondie
- Jang Yun-sil : Kim, la journaliste

## Distinctions
- Blue Dragon Film Awards 2012[1]
  - Meilleur espoir féminin pour Kim Go-eun
  - Meilleure photographie
  - Meilleur éclairage
  - Nommé dans la catégorie Meilleure technique (pour les maquillages)
  - Nommé dans la catégorie Meilleure direction artistique